# Софтбол на літніх Олімпійських іграх 2020 — кваліфікація
На олімпійський турнір з софтболу кваліфікувалося шість збірних: Японія як країна-господарка, США як переможниця Чемпіонату світу з софтболу серед жінок 2018, а також чотири збірні за підсумками трьох кваліфікаційних турнірів: одна квота від турніру Європа/Африка, одна від турніру Азія/Океанія і дві від турніру Америка.

## Таблиця
| Дисципліна                                  | Строки                     | Місце  | Квоти | Кваліфікувались |
| ------------------------------------------- | -------------------------- | ------ | ----- | --------------- |
| Країна-господарка                           | Н/Д                        | Н/Д    | 1     | Японія          |
| Чемпіонат світу з софтболу серед жінок 2018 | 2–12 серпня 2018           | Тіба   | 1     | США             |
| Кваліфікаційний турнір Африка/Європа        | 23–27 липня 2019           | Утрехт | 1     | Італія          |
| Американський кваліфікаційний турнір        | 25 серпня – 1 вересня 2019 | Суррей | 2     | Мексика Канада  |
| Кваліфікаційний турнір Азія/Океанія         | 24–29 вересня 2019         | Шанхай | 1     | Австралія       |
| ЗАГАЛОМ                                     |                            |        | 6     |                 |

1Софтбол внесено до програми Олімпійських ігор 2020 на сесії МОК 3 серпня 2016.

## Чемпіонат світу з софтболу серед жінок 2018
У чемпіонаті світу взяли участь 16 збірних. Переможниця потрапляла напряму на Олімпійські ігри (якби перемогла збірна Японії, то олімпійську квоту надали б срібній призерці). Збірна США вийшла до фіналу замість Японії, яка вже кваліфікувалась як країна-господарка.

### Збірні, що кваліфікувались на Чемпіонат світу
| Походження        | Квоти | Кваліфікувались                          |
| ----------------- | ----- | ---------------------------------------- |
| Країна-господарка | 1     | Японія                                   |
| Океанія           | 2     | Австралія Нова Зеландія                  |
| Європа            | 3     | Нідерланди Італія Велика Британія        |
| Америка           | 5     | Канада Мексика Пуерто-Рико США Венесуела |
| Азія              | 3     | Філіппіни Китайський Тайбей КНР          |
| Африка            | 2     | Ботсвана ПАР                             |

#### Груповий етап
Група A
| Команди           | В | П | Pct.  | GB |
| ----------------- | - | - | ----- | -- |
| США               | 7 | 0 | 1.000 | –  |
| Пуерто-Рико       | 6 | 1 | .857  | 1  |
| Мексика           | 5 | 2 | .714  | 2  |
| Нідерланди        | 3 | 4 | .429  | 4  |
| Китайський Тайбей | 3 | 4 | .429  | 4  |
| Нова Зеландія     | 2 | 5 | .286  | 5  |
| Філіппіни         | 2 | 5 | .286  | 5  |
| ПАР               | 0 | 7 | .000  | 7  |

Група B
| Команди         | В | П | Pct.  | GB |
| --------------- | - | - | ----- | -- |
| Японія          | 7 | 0 | 1.000 | –  |
| Австралія       | 5 | 2 | .714  | 2  |
| Канада          | 5 | 2 | .714  | 2  |
| Італія          | 4 | 3 | .571  | 3  |
| КНР             | 4 | 3 | .571  | 3  |
| Велика Британія | 2 | 5 | .286  | 5  |
| Венесуела       | 1 | 6 | .143  | 6  |
| Ботсвана        | 0 | 7 | .000  | 7  |

#### Фінальний раунд
| 10 серпня 2018 | Мексика | 1–0 (9) | Італія | Морський стадіон ZOZO, Тіба |
| 10 серпня 2018 |         |         |        | Морський стадіон ZOZO, Тіба |

| 10 серпня 2018 | Канада | 8–1 (5) | Нідерланди | Морський стадіон ZOZO, Тіба |
| 10 серпня 2018 |        |         |            | Морський стадіон ZOZO, Тіба |

| 10 серпня 2018 | США | 3–1 | Австралія | Морський стадіон ZOZO, Тіба |
| 10 серпня 2018 |     |     |           | Морський стадіон ZOZO, Тіба |

| 10 серпня 2018 | Японія | 7–0 (6) | Пуерто-Рико | Морський стадіон ZOZO, Тіба |
| 10 серпня 2018 |        |         |             | Морський стадіон ZOZO, Тіба |

| 11 серпня 2018 | Австралія | 2–1 (8) | Мексика | Морський стадіон ZOZO, Тіба |
| 11 серпня 2018 |           |         |         | Морський стадіон ZOZO, Тіба |

| 11 серпня 2018 | Пуерто-Рико | 4–10 | Канада | Морський стадіон ZOZO, Тіба |
| 11 серпня 2018 |             |      |        | Морський стадіон ZOZO, Тіба |

### Медальний раунд
|  | Півфінали | Півфінали | Півфінали |   |  | Матч за 3-тє місце | Матч за 3-тє місце | Матч за 3-тє місце |  |    | Мачт за 1-ше місце | Мачт за 1-ше місце | Мачт за 1-ше місце |
|  |           |           |           |   |  |                    |                    |                    |  |    |                    |                    |                    |
|  | W3        | США       | 4(8)      |   |  |                    |                    |                    |  |    |                    |                    |                    |
|  | W4        | Японія    | 3         |   |  |                    |                    |                    |  |    | W8                 | США                | 7(10)              |
|  |           |           |           |   |  | L8                 | Японія             | 3                  |  | W9 | Японія             | 6                  |                    |
|  |           | W7        | Канада    | 0 |  |                    |                    |                    |  |    |                    |                    |                    |
|  | W5        | Австралія | 0(4)      |   |  |                    |                    |                    |  |    |                    |                    |                    |
|  | W6        | Канада    | 12        |   |  |                    |                    |                    |  |    |                    |                    |                    |

## Кваліфікаційний турнір Африка/Європа
Одну квоту розподілено за підсумками комбінованого кваліфікаційного турніру Африки та Європи, що тривав з 23-го до 27-го липня 2019 року. У ньому взяли участь вісім збірних: перші шість місць з Чемпіонату Європи 2019 і перші два місця з Кубка Африки. Збірні було розподілено на дві групи, переможці й другі місця з яких потрапляли в супер-раунд. Жеребкування відбулось 10 липня 2019 року в штаб квартирі Всесвітньої конфедерації бейсболу і софтболу в Лозанні (Швейцарія).
Збірні, що кваліфікувались
| Походження | Квоти | Дата           | Місце                                        | Кваліфікувались                                         |
| ---------- | ----- | -------------- | -------------------------------------------- | ------------------------------------------------------- |
| Європа     | 6     | 6 липня 2019   | Чемпіонат Європи з софтболу серед жінок 2019 | Нідерланди Велика Британія Чехія Італія Іспанія Франція |
| Африка     | 2     | 12 травня 2019 | Кубок Африки з софтболу 2019                 | Ботсвана ПАР                                            |

### Передкваліфікація

#### Чемпіонат Європи з софтболу серед жінок 2019
Чемпіонат Європи 2019 тривав з 30 червня до 6 липня 2019 року.
Учасники
- Бельгія
- Чехія
- Франція
- Литва
- Словаччина
- Швеція
- Австрія
- Ізраїль
- Італія
- Іспанія
- Туреччина
- Україна
- Данія
- Угорщина
- Ірландія
- Нідерланди
- Польща
- Росія
- Хорватія
- Німеччина
- Велика Британія
- Греція
- Швейцарія

Підсумкове становище
| #                                              | Збірні          | Рекорд |                                                            |
| ---------------------------------------------- | --------------- | ------ | ---------------------------------------------------------- |
|                                                | Італія          | 11–1   | Qualified for Олімпійська кваліфікація Африка/Європа 2020. |
|                                                | Нідерланди      | 11–1   | Qualified for Олімпійська кваліфікація Африка/Європа 2020. |
|                                                | Велика Британія | 9–2    | Qualified for Олімпійська кваліфікація Африка/Європа 2020. |
| 4                                              | Чехія           | 8–4    | Qualified for Олімпійська кваліфікація Африка/Європа 2020. |
| 5                                              | Іспанія         | 6–5    | Qualified for Олімпійська кваліфікація Африка/Європа 2020. |
| 6                                              | Франція         | 5–6    | Qualified for Олімпійська кваліфікація Африка/Європа 2020. |
| Не змогли кваліфікувались до фінального раунду |                 |        |                                                            |
| 7                                              | Греція          | 4–4    |                                                            |
| 8                                              | Ірландія        | 4–5    |                                                            |
| Вибули в попередньому раунді                   |                 |        |                                                            |
| 9                                              | Ізраїль         | 7–2    |                                                            |
| 10                                             | Німеччина       | 3–3    |                                                            |
| 11                                             | Росія           | 6–3    |                                                            |
| 12                                             | Польща          | 4–5    |                                                            |
| 13                                             | Австрія         | 5–4    |                                                            |
| 14                                             | Бельгія         | 4–5    |                                                            |
| 15                                             | Швеція          | 3–6    |                                                            |
| 16                                             | Швейцарія       | 1–7    |                                                            |
| Вибули в попередньому раунді                   |                 |        |                                                            |
| 17                                             | Хорватія        | 6–4    |                                                            |
| 18                                             | Україна         | 5–5    |                                                            |
| 19                                             | Словаччина      | 4–6    |                                                            |
| 20                                             | Данія           | 3–7    |                                                            |
| 21                                             | Литва           | 2–8    |                                                            |
| 22                                             | Угорщина        | 1–9    |                                                            |
| 23                                             | Туреччина       | 0–10   |                                                            |

#### Кубок Африки з софтболу 2019
Кубок Африки з софтболу 2019 пройшов з 9-го до 12-го травня 2019 року в ПАР.
Учасники
Остаточне становище
| #  | Команди  |                                                          |
| -- | -------- | -------------------------------------------------------- |
| 1  | Ботсвана | Кваліфікувались до #Кваліфікаційний турнір Африка/Європа |
| 2  | ПАР      | Кваліфікувались до #Кваліфікаційний турнір Африка/Європа |
| 3  | Уганда   |                                                          |
| 4  | Нігерія  |                                                          |
| ?? | Лесото   |                                                          |
| ?? | Танзанія |                                                          |
| ?? | Кенія    |                                                          |
| ?? | Зімбабве |                                                          |

### Фінальний кваліфікаційний турнір Африка/Європа
Група A
| Команда                | Ігри | В | П | Сер   |                                 |
| ---------------------- | ---- | - | - | ----- | ------------------------------- |
| Велика Британія        | 3    | 3 | 0 | 1.000 | Кваліфікувались до супер-раунду |
| Нідерланди (H) (сіяні) | 3    | 2 | 1 | .667  | Кваліфікувались до супер-раунду |
| Іспанія                | 3    | 1 | 2 | .333  |                                 |
| ПАР                    | 3    | 0 | 3 | .000  |                                 |

| 23 липня 2019 | Велика Британія | 9–2 (6) | Іспанія | Sportpark de Paperclip, Утрехт Attendance: 100 |
| 23 липня 2019 | Boxscore        |         |         | Sportpark de Paperclip, Утрехт Attendance: 100 |

| 23 липня 2019 | Нідерланди | 11–1 (4) | ПАР | Sportpark de Paperclip, Утрехт Attendance: 1,900 |
| 23 липня 2019 | Boxscore   |          |     | Sportpark de Paperclip, Утрехт Attendance: 1,900 |

| 24 липня 2019 | Велика Британія | 15–0 (3) | ПАР | Sportpark de Paperclip, Утрехт Attendance: 138 |
| 24 липня 2019 | Boxscore        |          |     | Sportpark de Paperclip, Утрехт Attendance: 138 |

| 24 липня 2019 | Нідерланди | 7–0 (5) | Іспанія | Sportpark de Paperclip, Утрехт Attendance: 1,900 |
| 24 липня 2019 | Boxscore   |         |         | Sportpark de Paperclip, Утрехт Attendance: 1,900 |

| 25 липня 2019 | ПАР      | 0–5 | Іспанія | Sportpark de Paperclip, Утрехт Attendance: 94 |
| 25 липня 2019 | Boxscore |     |         | Sportpark de Paperclip, Утрехт Attendance: 94 |

| 25 липня 2019 | Нідерланди | 2–5 | Велика Британія | Sportpark de Paperclip, Утрехт Attendance: 1,807 |
| 25 липня 2019 | Boxscore   |     |                 | Sportpark de Paperclip, Утрехт Attendance: 1,807 |

Група B
| Команда        | Очки | В | П | Сер   |                                 |
| -------------- | ---- | - | - | ----- | ------------------------------- |
| Італія (сіяні) | 3    | 3 | 0 | 1.000 | Кваліфікувались до супер-раунду |
| Чехія          | 3    | 2 | 1 | .666  | Кваліфікувались до супер-раунду |
| Франція        | 3    | 1 | 2 | .333  |                                 |
| Ботсвана       | 3    | 0 | 3 | .000  |                                 |

| 23 липня 2019 | Італія   | 7–0 (5) | Ботсвана | Sportpark de Paperclip, Утрехт Attendance: 250 |
| 23 липня 2019 | Boxscore |         |          | Sportpark de Paperclip, Утрехт Attendance: 250 |

| 23 липня 2019 | Чехія    | 6–1 | Франція | Sportpark de Paperclip, Утрехт Attendance: 300 |
| 23 липня 2019 | Boxscore |     |         | Sportpark de Paperclip, Утрехт Attendance: 300 |

| 24 липня 2019 | Ботсвана | 2–11 (5) | Франція | Sportpark de Paperclip, Утрехт Attendance: 92 |
| 24 липня 2019 | Boxscore |          |         | Sportpark de Paperclip, Утрехт Attendance: 92 |

| 24 липня 2019 | Італія   | 2–0 | Чехія | Sportpark de Paperclip, Утрехт Attendance: 500 |
| 24 липня 2019 | Boxscore |     |       | Sportpark de Paperclip, Утрехт Attendance: 500 |

| 25 липня 2019 | Франція  | 1–5 | Італія | Sportpark de Paperclip, Утрехт Attendance: 63 |
| 25 липня 2019 | Boxscore |     |        | Sportpark de Paperclip, Утрехт Attendance: 63 |

| 25 липня 2019 | Чехія    | 12–0 (4) | Ботсвана | Sportpark de Paperclip, Утрехт Attendance: 140 |
| 25 липня 2019 | Boxscore |          |          | Sportpark de Paperclip, Утрехт Attendance: 140 |

#### Супер-раунд
| Команда         | Ігри | В | П | Сер   |                                                |
| --------------- | ---- | - | - | ----- | ---------------------------------------------- |
| Італія          | 3    | 3 | 0 | 1.000 | Кваліфікувались на літні Олімпійські ігри 2020 |
| Велика Британія | 3    | 2 | 1 | .667  |                                                |
| Нідерланди      | 3    | 1 | 2 | .333  |                                                |
| Чехія           | 3    | 0 | 3 | .000  |                                                |

| 26 липня 2019 | Чехія    | 2–4 | Велика Британія | Sportpark de Paperclip, Утрехт |
| 26 липня 2019 | Boxscore |     |                 | Sportpark de Paperclip, Утрехт |

| 26 липня 2019 | Нідерланди | 4–7 | Італія | Sportpark de Paperclip, Утрехт |
| 26 липня 2019 | Boxscore   |     |        | Sportpark de Paperclip, Утрехт |

| 27 липня 2019 | Нідерланди | 7–0 (5) | Чехія | Sportpark de Paperclip, Утрехт |
| 27 липня 2019 | Boxscore   |         |       | Sportpark de Paperclip, Утрехт |

| 27 липня 2019 | Велика Британія | 0–5 | Італія | Sportpark de Paperclip, Утрехт |
| 27 липня 2019 | Boxscore        |     |        | Sportpark de Paperclip, Утрехт |

#### Підсумкове становище
| # | Збірні          | Рекорд |                                                |
| - | --------------- | ------ | ---------------------------------------------- |
| 1 | Італія          | 5–0    | Кваліфікувались на літні Олімпійські ігри 2020 |
| 2 | Велика Британія | 4–1    |                                                |
| 3 | Нідерланди      | 3–2    |                                                |
| 4 | Чехія           | 2–3    |                                                |
|   |                 |        |                                                |
| 5 | Франція         | 1–2    | Не змогли кваліфікуватись до супер-раунду      |
| 6 | Іспанія         | 1–2    | Не змогли кваліфікуватись до супер-раунду      |
| 7 | Південна Африка | 0–3    | Не змогли кваліфікуватись до супер-раунду      |
| 8 | Ботсвана        | 0–3    | Не змогли кваліфікуватись до супер-раунду      |

## Кваліфікаційний турнір Азія/Океанія
Одну квоту розподілено за підсумками комбінованого кваліфікаційного турніру Азії та Океанії, що пройшов з 24 до 29 вересня 2019 року в Шанхаї (Китай). У турнірі взяли участь вісім збірних: перші шість місць Чемпіонату Азії 2019 і перші два місця Чемпіонату Океанії 2019. Збірні було розподілено на дві групи, переможці й другі місця з яких потрапляли в супер-раунд. Жеребкування відбулось 10 липня 2019 року в штаб-квартирі Всесвітньої конфедерації бейсболу і софтболу в Лозанні (Швейцарія).
Збірні, що кваліфікувались
Чемпіонат Азії з софтболу 2019
- КНР (господарі)
- Китайський Тайбей
- Філіппіни
- Південна Корея
- Індонезія
- Гонконг

Чемпіонат Океанії з софтболу 2019
- Австралія
- Нова Зеландія

### Фінальний кваліфікаційний турнір Азія/Океанія
Група A
| Команда         | Очки | В | Л | Сер   |                                 |
| --------------- | ---- | - | - | ----- | ------------------------------- |
| КНР (H) (сіяні) | 3    | 3 | 0 | 1.000 | Кваліфікувались до супер-раунду |
| Філіппіни       | 3    | 2 | 1 | 0.667 | Кваліфікувались до супер-раунду |
| Нова Зеландія   | 3    | 1 | 2 | 0.333 |                                 |
| Південна Корея  | 3    | 0 | 3 | 0.000 |                                 |

| 24 вересня 2019 | Нова Зеландія | 3–8 | КНР |  |
| 24 вересня 2019 |               |     |     |  |

| 24 вересня 2019 | Філіппіни | 10 – 1 (6) | Південна Корея |  |
| 24 вересня 2019 |           |            |                |  |

| 25 вересня 2019 | Південна Корея | 1–5 | Нова Зеландія |  |
| 25 вересня 2019 |                |     |               |  |

| 25 вересня 2019 | КНР | 8–3 | Філіппіни |  |
| 25 вересня 2019 |     |     |           |  |

| 26 вересня 2019 | Філіппіни | 1 – 0 (8) | Нова Зеландія |  |
| 26 вересня 2019 |           |           |               |  |

| 26 вересня 2019 | КНР | 2–1 | Південна Корея |  |
| 26 вересня 2019 |     |     |                |  |

Група B
| Команда                   | Очки | В | Л | Сер   |                                 |
| ------------------------- | ---- | - | - | ----- | ------------------------------- |
| Австралія                 | 3    | 3 | 0 | 1.000 | Кваліфікувались до супер-раунду |
| Китайський Тайбей (сіяні) | 3    | 2 | 1 | 0.667 | Кваліфікувались до супер-раунду |
| Гонконг                   | 3    | 1 | 2 | 0.333 |                                 |
| Індонезія                 | 3    | 0 | 3 | 0.000 |                                 |

| 24 вересня 2019 | Індонезія | 5 – 6 (8) | Гонконг |  |
| 24 вересня 2019 |           |           |         |  |

| 24 вересня 2019 | Австралія | 5–1 | Китайський Тайбей |  |
| 24 вересня 2019 |           |     |                   |  |

| 25 вересня 2019 | Індонезія | 0 – 8 (5) | Австралія |  |
| 25 вересня 2019 |           |           |           |  |

| 25 вересня 2019 | Китайський Тайбей | 0 – 7 (5) | Гонконг |  |
| 25 вересня 2019 |                   |           |         |  |

| 26 вересня 2019 | Китайський Тайбей | 13 – 0 (6) | Індонезія |  |
| 26 вересня 2019 |                   |            |           |  |

| 26 вересня 2019 | Гонконг | 0 – 8 (5) | Австралія |  |
| 26 вересня 2019 |         |           |           |  |

#### Супер-раунд
| Команда           | очки | В | Л | Сер   |                                                |
| ----------------- | ---- | - | - | ----- | ---------------------------------------------- |
| Австралія         | 3    | 3 | 0 | 1.000 | Кваліфікувались на літні Олімпійські ігри 2020 |
| Китайський Тайбей | 3    | 2 | 1 | 0.667 |                                                |
| КНР               | 3    | 1 | 2 | 0.333 |                                                |
| Філіппіни         | 3    | 0 | 3 | 0.000 |                                                |

| 27 вересня 2019 | Китайський Тайбей | 9–3 | КНР |  |
| 27 вересня 2019 |                   |     |     |  |

| 27 вересня 2019 | Філіппіни | 0 – 7 (6) | Австралія |  |
| 27 вересня 2019 |           |           |           |  |

| 28 вересня 2019 | Філіппіни | 0–5 | Китайський Тайбей |  |
| 28 вересня 2019 |           |     |                   |  |

| 28 вересня 2019 | КНР | 3–9 | Австралія |  |
| 28 вересня 2019 |     |     |           |  |

#### Підсумкове становище
| #                                         | Збірні            | Рекорд |                                                |
| ----------------------------------------- | ----------------- | ------ | ---------------------------------------------- |
| 1                                         | Австралія         | 5–0    | Кваліфікувались на літні Олімпійські ігри 2020 |
| 2                                         | Китайський Тайбей | 4–1    |                                                |
| 3                                         | КНР               | 3–2    |                                                |
| 4                                         | Філіппіни         | 2–3    |                                                |
| Не змогли кваліфікуватись до супер-раунду |                   |        |                                                |
| 5                                         | Нова Зеландія     | 1–2    |                                                |
| 6                                         | Гонконг           | 1–2    |                                                |
| 7                                         | Південна Корея    | 0–3    |                                                |
| 8                                         | Індонезія         | 0–3    |                                                |

## Американський кваліфікаційний турнір
Дві квоти, першому та другому місцю, розподілено за підсумками Американського кваліфікаційного турніру, що пройшов з 25 серпня до 1 вересня 2019 року в Сурреї (Канада). У турнірі взяли участь 12 збірних, розподілених на дві групи. Перші три збірні вийшли до супер-раунду. Перше та друге місця супер-раунду кваліфікувались на Олімпіаду. Кваліфікація на турнір визналася місцями на Панамериканському чемпіонаті 2019. Жеребкування відбулось 29 квітня в штаб-квартирі Всесвітньої конфедерації бейсболу і софтболу в Лозанні (Швейцарія). Аргентина і Британські Віргінські Острови знялись зі змагань.
Учасники
- Аргентина (знялись)
- Багамські Острови
- Бразилія
- Канада (H) (сіяні)
- Куба
- Домініканська Республіка
- Гватемала
- Британські Віргінські Острови (знялись)
- Мексика (сіяні)
- Перу
- Пуерто-Рико (сіяні)
- Венесуела (сіяні)

### Груповий етап
Група A
| # | Команда                 | Очки | В | Л | Сер   |                                 |
| - | ----------------------- | ---- | - | - | ----- | ------------------------------- |
| 1 | Канада (H,Q) (сіяні)    | 5    | 5 | 0 | 1.000 | Кваліфікувались до супер-раунду |
| 2 | Пуерто-Рико (Q) (сіяні) | 5    | 4 | 1 | 0.800 | Кваліфікувались до супер-раунду |
| 3 | Куба (Q)                | 5    | 3 | 2 | 0.600 | Кваліфікувались до супер-раунду |
| 4 | Гватемала               | 5    | 2 | 3 | 0.400 |                                 |
| 5 | Багамські Острови       | 5    | 1 | 4 | 0.200 |                                 |
|   | Аргентина               | 5    | 0 | 5 | 0.000 | знялись                         |

| 25 серпня 2019 | Аргентина | 0–7 FF | Пуерто-Рико |  |
| 25 серпня 2019 |           |        |             |  |

| 25 серпня 2019 | Гватемала | 9–4 | Багамські Острови | Поле 2 Attendance: 200 |
| 25 серпня 2019 | Boxscore  |     |                   | Поле 2 Attendance: 200 |

| 25 серпня 2019 | Куба     | 0–17 (3) | Канада | Поле 1 Attendance: 237 |
| 25 серпня 2019 | Boxscore |          |        | Поле 1 Attendance: 237 |

| 26 серпня 2019 | Аргентина | 0–7 FF | Канада |  |
| 26 серпня 2019 |           |        |        |  |

| 26 серпня 2019 | Пуерто-Рико | 13–0 (5) | Гватемала | Поле 2 Attendance: 250 |
| 26 серпня 2019 | Boxscore    |          |           | Поле 2 Attendance: 250 |

| 26 серпня 2019 | Багамські Острови | 0–13 (4) | Куба | Поле 1 Attendance: 660 |
| 26 серпня 2019 | Boxscore          |          |      | Поле 1 Attendance: 660 |

| 27 серпня 2019 | Аргентина | 0–7 FF | Куба |  |
| 27 серпня 2019 |           |        |      |  |

| 27 серпня 2019 | Канада   | 19–0 (4) | Гватемала | Поле 1 Attendance: 1,550 |
| 27 серпня 2019 | Boxscore |          |           | Поле 1 Attendance: 1,550 |

| 27 серпня 2019 | Пуерто-Рико | 13–0 (4) | Багамські Острови | Поле 1 Attendance: 165 |
| 27 серпня 2019 | Boxscore    |          |                   | Поле 1 Attendance: 165 |

| 28 серпня 2019 | Багамські Острови | 7–0 FF | Аргентина |  |
| 28 серпня 2019 |                   |        |           |  |

| 28 серпня 2019 | Куба     | 15–0 | Гватемала | Поле 1 Attendance: 190 |
| 28 серпня 2019 | Boxscore |      |           | Поле 1 Attendance: 190 |

| 28 серпня 2019 | Пуерто-Рико | 0–3 | Канада | Поле 1 Attendance: 3,300 |
| 28 серпня 2019 | Boxscore    |     |        | Поле 1 Attendance: 3,300 |

| 29 серпня 2019 | Гватемала | 7–0 FF | Аргентина |  |
| 29 серпня 2019 | Boxscore  |        |           |  |

| 29 серпня 2019 | Куба     | 0–10 (4) | Пуерто-Рико | Поле 1 Attendance: 200 |
| 29 серпня 2019 | Boxscore |          |             | Поле 1 Attendance: 200 |

| 29 серпня 2019 | Канада   | 18–0 (4) | Багамські Острови | Поле 1 Attendance: 606 |
| 29 серпня 2019 | Boxscore |          |                   | Поле 1 Attendance: 606 |

Група B
|   | Команда                       | Очки | В | П | Сер   |                                 |
| - | ----------------------------- | ---- | - | - | ----- | ------------------------------- |
| 1 | Мексика (Q) (сіяні)           | 5    | 5 | 0 | 1.000 | Кваліфікувались до супер-раунду |
| 2 | Бразилія (Q)                  | 5    | 4 | 1 | 0.800 | Кваліфікувались до супер-раунду |
| 3 | Венесуела (Q) (сіяні)         | 5    | 3 | 2 | 0.600 | Кваліфікувались до супер-раунду |
| 4 | Перу                          | 5    | 2 | 3 | 0.400 |                                 |
| 5 | Домініканська Республіка      | 5    | 1 | 4 | 0.200 |                                 |
|   | Британські Віргінські Острови | 5    | 0 | 5 | 0.000 | знялись                         |

| 25 серпня 2019 | Британські Віргінські Острови | 0–7 FF | Бразилія |  |
| 25 серпня 2019 |                               |        |          |  |

| 25 серпня 2019 | Перу     | 0–8 (5) | Мексика | Поле 1 Attendance: 150 |
| 25 серпня 2019 | Boxscore |         |         | Поле 1 Attendance: 150 |

| 25 серпня 2019 | Домініканська Республіка | 3–7 | Венесуела | Поле 1 Attendance: 250 |
| 25 серпня 2019 | Boxscore                 |     |           | Поле 1 Attendance: 250 |

| 26 серпня 2019 | Венесуела | 7–0 FF | Британські Віргінські Острови |  |
| 26 серпня 2019 |           |        |                               |  |

| 26 серпня 2019 | Бразилія | 5–0 | Перу | Поле 1 Attendance: 541 |
| 26 серпня 2019 | Boxscore |     |      | Поле 1 Attendance: 541 |

| 26 серпня 2019 | Домініканська Республіка | 1–9 (5) | Мексика | Поле 1 Attendance: 315 |
| 26 серпня 2019 | Boxscore                 |         |         | Поле 1 Attendance: 315 |

| 27 серпня 2019 | Мексика | 7–0 FF | Британські Віргінські Острови |  |
| 27 серпня 2019 |         |        |                               |  |

| 27 серпня 2019 | Венесуела | 1–2 | Бразилія | Поле 1 Attendance: 200 |
| 27 серпня 2019 | Boxscore  |     |          | Поле 1 Attendance: 200 |

| 27 серпня 2019 | Домініканська Республіка | 1–6 | Перу | Поле 2 Attendance: 0 |
| 27 серпня 2019 | Boxscore                 |     |      | Поле 2 Attendance: 0 |

| 28 серпня 2019 | Перу | 7–0 FF | Британські Віргінські Острови |  |
| 28 серпня 2019 |      |        |                               |  |

| 28 серпня 2019 | Бразилія | 4–3 | Домініканська Республіка | Поле 2 Attendance: 400 |
| 28 серпня 2019 | Boxscore |     |                          | Поле 2 Attendance: 400 |

| 28 серпня 2019 | Венесуела | 0–7 (5) | Мексика | Поле 1 Attendance: 600 |
| 28 серпня 2019 | Boxscore  |         |         | Поле 1 Attendance: 600 |

| 29 серпня 2019 | Британські Віргінські Острови | 0–7 FF | Домініканська Республіка |  |
| 29 серпня 2019 | Boxscore                      |        |                          |  |

| 29 серпня 2019 | Перу     | 0–1 | Венесуела | Поле 2 Attendance: 200 |
| 29 серпня 2019 | Boxscore |     |           | Поле 2 Attendance: 200 |

| 29 серпня 2019 | Мексика  | 10–0 (4) | Бразилія | Поле 1 Attendance: 170 |
| 29 серпня 2019 | Boxscore |          |          | Поле 1 Attendance: 170 |

Раунд за місця
Збірні, що не змогли дістатися супер-раунду, взяли участь у матчах за місця. Гру за 6-те місце скасовано, бо Аргентина і Британські Віргінські острови знялись зі змагань.

Гра за 9-те місце
| 30 серпня 2019 | Багамські Острови | 0–16 (3) | Домініканська Республіка | Поле 2 Attendance: 55 |
| 30 серпня 2019 | Boxscore          |          |                          | Поле 2 Attendance: 55 |

Гра за 7-ме місце
| 30 серпня 2019 | Гватемала | 6–0 | Перу | Поле 2 Attendance: 210 |
| 30 серпня 2019 | Boxscore  |     |      | Поле 2 Attendance: 210 |

### Супер-раунд
| Команда         | Очки | В | П | Сер   |                                                |
| --------------- | ---- | - | - | ----- | ---------------------------------------------- |
| Мексика (Q)     | 5    | 5 | 0 | 1.000 | Кваліфікувались на літні Олімпійські ігри 2020 |
| Канада (Q)      | 5    | 4 | 1 | 0.800 | Кваліфікувались на літні Олімпійські ігри 2020 |
| Пуерто-Рико (E) | 5    | 3 | 2 | 0.600 |                                                |
| Бразилія (E)    | 5    | 2 | 3 | 0.400 |                                                |
| Куба (E)        | 5    | 1 | 4 | 0.200 |                                                |
| Венесуела (E)   | 5    | 0 | 5 | 0     |                                                |

| 30 серпня 2019 | Пуерто-Рико | 0–2 | Мексика | Поле 1 Attendance: 454 |
| 30 серпня 2019 | Boxscore    |     |         | Поле 1 Attendance: 454 |

| 30 серпня 2019 | Венесуела | 0–11 (4) | Канада | Поле 1 Attendance: 770 |
| 30 серпня 2019 | Boxscore  |          |        | Поле 1 Attendance: 770 |

| 30 серпня 2019 | Куба     | 5–6 (9) | Бразилія | Поле 1 Attendance: 255 |
| 30 серпня 2019 | Boxscore |         |          | Поле 1 Attendance: 255 |

| 31 серпня 2019 | Канада   | 1–2 | Мексика | Поле 1 Attendance: 3,961 |
| 31 серпня 2019 | Boxscore |     |         | Поле 1 Attendance: 3,961 |

| 31 серпня 2019 | Венесуела | 1–2 | Куба | Поле 1 Attendance: 450 |
| 31 серпня 2019 | Boxscore  |     |      | Поле 1 Attendance: 450 |

| 31 серпня 2019 | Пуерто-Рико | 7–0 (5) | Бразилія | Поле 1 Attendance: 427 |
| 31 серпня 2019 | Boxscore    |         |          | Поле 1 Attendance: 427 |

| 1 вересня 2019 | Куба | 0–7 (5) | Мексика | Поле 1 |
| 1 вересня 2019 |      |         |         | Поле 1 |

| 1 вересня 2019 | Венесуела | 1–4 | Пуерто-Рико | Поле 1 |
| 1 вересня 2019 |           |     |             | Поле 1 |

| 1 вересня 2019 | Бразилія | 0–7 (5) | Канада | Поле 1 |
| 1 вересня 2019 |          |         |        | Поле 1 |

### Підсумкове становище
| #                                   | Збірні                        | Рекорд |                                                |
| ----------------------------------- | ----------------------------- | ------ | ---------------------------------------------- |
| 1                                   | Мексика                       | 7–0    | Кваліфікувались на літні Олімпійські ігри 2020 |
| 2                                   | Канада                        | 6–1    | Кваліфікувались на літні Олімпійські ігри 2020 |
| 3                                   | Пуерто-Рико                   | 5–2    |                                                |
| 4                                   | Бразилія                      | 4–3    |                                                |
| 5                                   | Куба                          | 3–4    |                                                |
| 6                                   | Венесуела                     | 2–5    |                                                |
| Не змогли потрапити до супер-раунду |                               |        |                                                |
| 7                                   | Перу                          | 3–3    |                                                |
| 8                                   | Гватемала                     | 2–4    |                                                |
| 9                                   | Домініканська Республіка      | 2–4    |                                                |
| 10                                  | Багамські Острови             | 1–5    |                                                |
| Відмовились перед турніром          |                               |        |                                                |
|                                     | Британські Віргінські Острови |        |                                                |
|                                     | Аргентина                     |        |                                                |